# Bjørnebjergenes Skræk
Bjørnebjergenes Skræk er en amerikansk stumfilm fra 1915 af William Bowman.

## Medvirkende
- Francis X. Bushman som Robert Pennington.
- Beverly Bayne som Eugenia Blondeau / Marie Blondeau.
- Helen Dunbar som Mrs. Allison.
- Wellington A. Playter som Jules Blondeau.
- H. O'Dell som Louis Blondeau.